# داميان جويس
داميان جويس (بالإنجليزية: Damien Joyce)‏ هو لاعب قذف أيرلندي، ولد في 1980 في بالينسلو ‏ في جمهورية أيرلندا.